# Archidiocèse de Tijuana
L'archidiocèse de Tijuana (en latin : Archidioecesis Tigiuanaënsis ; en espagnol : Arquidiócesis de Tijuana) est un archidiocèse métropolitain de l'Église catholique du Mexique.

## Territoire

Archidiocèse de Tijuana
Suffragants

Il comprend les municipalités de Playas de Rosarito, Tecate et Tijuana de l'État de Basse-Californie ce qui correspond à un territoire d'une superficie de 3 821 km2 divisé en 101 paroisses.
Le siège archiépiscopal est dans la ville de Tijuana où est située la cathédrale Notre-Dame-de-Guadalupe (es).

## Historique
Le vicariat apostolique de Basse-Californie est érigé le 20 janvier 1874 par la lettre apostolique Quod Catholici nominis du pape Pie IX en prenant une partie du territoire de l'archidiocèse de Mexico.
Il est confié sous l'administration des évêques de Sonora (aujourd'hui archidiocèse de Hermosillo) lors de sa création ;  le 23 juin 1891, il intègre la province ecclésiastique de l'archidiocèse de Durango. Le 8 novembre 1895, Léon XIII confie le vicariat au collège des missionnaires des Saints Pierre et Paul de Rome. En 1939, il est confié aux missionnaires de l'Esprit Saint.
Le supérieur des missionnaires du Saint-Esprit, Felipe Torres Hurtado, transfère le siège du vicariat de La Paz à Ensenada puis, en 1944, à Tijuana. Le séminaire de Notre-Dame de La Paz est créé à Ensenada et officiellement inauguré le 8 décembre 1940 ; il est transféré à Tijuana en 1946.
Le 13 avril 1957, le vicariat apostolique de Basse-Californie est divisé en deux, avec l'érection de la préfecture apostolique de La Paz en Basse-Californie (aujourd'hui diocèse de La Paz de Basse-Californie du Sud). Le même jour, en vertu du décret Cum propter de la congrégation pour la propagation de la foi, l'autre partie prend le nom de vicariat apostolique de Tijuana.
Le vicariat de Tijuana est élevé au rang de diocèse le 13 juillet 1963 par la constitution apostolique Pro apostolico munere du pape Paul VI. Il est alors nommé suffragant de l'archidiocèse de Hermosillo.
Il cède une portion de territoire le 25 mars 1966 pour l'érection du diocèse de Mexicali en vertu de la constitution apostolique Qui secum du pape Paul VI.
Par la lettre apostolique Lauretanae Virgini du 4 mars 1967, le pape Paul VI confirme que la Vierge Marie, vénérée sous le vocable de Notre-Dame de Lorette, est la patronne principale du diocèse.
Le 25 novembre 2006, il est élevé au rang d'archidiocèse métropolitain par la constitution apostolique Mexicani populi du pape Benoît XVI avec les diocèses de La Paz de Basse-Californie du Sud et de Mexicali.
Il cède encore une partie de territoire le 26 janvier 2007 pour la cration du diocèse d'Ensenada.

## Évêques et archevêques
- Juan Francisco Escalante y Moreno (23 mars 1855 - 2 avril 1872)
- Ramón María de San José Moreno y Castañeda, O.Carm (22 décembre 1873 - 22 septembre 1879), nommé évêque de Chiapas
- Buenaventura del Purísimo Corazón de María Portillo y Tejeda, O.F.M (9 mars 1880 - 25 septembre 1882), nommé évêque de Chiapas
  - Sede vacante (1882-1921)
- Silvino Ramírez y Cueva (26 mai 1921 - 15 septembre 1922)
  - Sede vacante (1922-1948)
- Alfredo Galindo Mendoza M.Sp.S (9 décembre 1948 - 21 mars 1970)
- Juan Jesús Posadas Ocampo (21 mars 1970 - 28 décembre 1982), nommé évêque de Cuernavaca
- Emilio Carlos Berlie Belaunzarán (3 juin 1983 - 15 mars 1995), nommé archevêque du Yucatán
- Rafael Romo Muñoz (13 janvier 1996 - 16 juin 2016)
- Francisco Moreno Barrón, depuis le 16 juin 2016